# ジョヴァンニ・バッティスタ・ブオナメンテ
ジョヴァンニ・バッティスタ・ブオナメンテ（Giovanni Battista Buonamente, 1595年頃 - 1642年）は、イタリアの作曲家、ヴァイオリニスト。

## 生涯
マントヴァ出身。フランシスコ会の聖職者で、1622年ごろにマントヴァを支配していたゴンザーガ家の宮廷に仕えた。この時期にサラモーネ・ロッシとクラウディオ・モンテヴェルディの影響を受けた。1626年から1630年までウィーンにある神聖ローマ皇帝の宮廷礼拝堂の室内楽奏者・作曲家を務め、1627年にプラハで行われたフェルディナント3世のボヘミア王戴冠式にも参加している。1632年から1年間、パルマのサンタ・マリア・デッラ・ステッカータ教会でヴァイオリニストとして活動した後、1633年から死去するまでアッシジのサン・フランチェスコ聖堂で楽長を務めた。
ウィーンにヴェネツィア楽派の音楽を紹介する役割を果たしたといえ、また大胆なテクニックを用いたヴァイオリニストと評価されている。

## 作品
160曲近く作曲した宗教曲は全て散逸してしまい、器楽曲しか現存していない。
- 6声のソナタとカンツォーナ集（1636）
- 7声のソナタとシンフォニア集（1637）

## 文献
- Cavalier Giovanni Battista Buonamente: Franciscan Violinist; 2005 Peter Allsop; ISBN 1-84014-627-3